# Енсалада
Енсалада (ісп. ensalada, букв. «суміш», «мішанина») — музичний жанр, різновид іспанського кводлібета XVI століття.

## Особливості
Переважно енсалада має чотириголосий вокальний ансамбль, але може бути й до шести голосів. Текстомузична форма енсалад зазвичай реалізується як сюїта з різних пісень, з приспівом або без нього. Має характерні стильові риси: калейдоскопічне змішання (послідовне, рідше одночасне) різних мелодій, чергування розділів моноритмічної (давньогомофонної) та імітаційно-поліфонічної фактури, чергування бінарної і тернарної мензур, чергування контрастних темпів. У цьому жанрі зустрічається змішання текстів на різних мовах: кастильська, італійська, французька, португальська або латина. У музичному втіленні текстів енсалади композитор нерідко вдається до музичного звукопису. Сучасні інтерпретації енсалади переважно виконуються традиційними музичними інструментами. Тривалість виконання енсалад може наближатися аж до 30 хвилин. Наприклад, енсалада Б. Карсереса «La Trulla» («Метушня») у виконані ансамблю Ж. Саваля (CD Astrée E 8723) звучит 29 хвилин.
Серед композиторів, що писали енсалади, першість займає М. Флеч (збірка його енсалад надрукована в 1591 році, але репертуар збірника сягає першої половини XVI століття), автор п'єс «El jubilate», «La bomba», «La negrina» («Чорношкіра»), «La guerra» («Битва»), «El fuego» («Пожежа») і «La justa» («Поєдинок»). У енсаладі Ф. Пеньялоси «Por las sierras de Madrid» використано одночасно чотири різні мелодії на іспанському тексті, що об'єднуються латинським приспівом (у басу) «Loquebantur variis linguis magnalia Dei».
Про популярність енсалад свідчать їх обробки для віуели та інших інструментів (так звані інтабуляції), у тому числі М. де Фуенльяни, Д. Пісадора, Е. де Вальдеррабано.